# Eye (canción)
«Eye» es una canción de la banda estadounidense de rock alternativo The Smashing Pumpkins, publicado en 1996 como parte de la banda sonora de la película de David Lynch Lost Highway. Junto a la canción "The End Is the Beginning Is the End" de Batman y Robin y "Christmastime" de A Very Special Christmas 3, "Eye" pertenece a una época en que The Punpkins trabajaron en algunas canciones entre las grabaciones de Mellon Collie and the Infinite Sadness y Adore. También aparece en el recopilatorio Rotten Apples.

## Recepción
La canción fue un éxito; llegó al puesto número ocho de la lista Modern Rock Tracks de Estados Unidos en 1997. Corgan comentó que le sorprendió el éxito del sencillo "Eye" y que eso inspiró a la banda para seguir en la dirección electrónica que comenzaron con Adore.